# Остружна
Остружна (чеш. Ostružná) је насељено мјесто са административним статусом сеоске општине (чеш. obec) у округу Јесењик, у Оломоуцком крају, Чешка Република.

## Становништво
Према подацима о броју становника из 2014. године насеље је имало 163 становника.